# Maubec (Isère)
Maubec – miejscowość i gmina we Francji, w regionie Owernia-Rodan-Alpy, w departamencie Isère.
Według danych na rok 1990 gminę zamieszkiwało 1275 osób, a gęstość zaludnienia wynosiła 149 osób/km² (wśród 2880 gmin regionu Rodan-Alpy Maubec plasuje się na 653. miejscu pod względem liczby ludności, natomiast pod względem powierzchni na miejscu 1237.).